# Coupe d'Afrique de rugby à XV 2010
Navigation
Coupe d'Afrique 2008-2009 Coupe d'Afrique 2011
La Coupe d'Afrique de rugby à XV 2010 est une compétition organisée par la Confédération africaine de rugby qui oppose les meilleures nations africaines. Les douze équipes participantes sont placées dans trois groupes. Les vainqueurs de chaque groupe devaient ensuite s'affronter dans un tournoi final, mais un trop grand nombre d'équipes déclara forfait.
Le titre ne fut pas attribué cette année-là.

## Équipes engagées
| Rang RA | Rang WR | Équipe        | Participation (Pre) | Meilleur résultat            |
| ------- | ------- | ------------- | ------------------- | ---------------------------- |
| 1       | 22      | Namibie       | Forfait             | Vainqueur (2002, 2004, 2009) |
| 2       | 29      | Tunisie       | 09e (2000)          | Finaliste (2002, 2009)       |
| 3       | 31      | Maroc         | 10e (2000)          | Vainqueur (2003, 2005)       |
| 4       | 40      | Côte d'Ivoire | 09e (2001)          |                              |
| 5       | 43      | Ouganda       | Forfait             | Vainqueur (2007)             |
| 6       | 44      | Kenya         | Forfait             |                              |
| 7       | 47      | Zimbabwe      | 10e (2000)          |                              |
| 8       | 48      | Madagascar    | 08e (2002)          | Finaliste (2005, 2007)       |
| 9       | 63      | Sénégal       | 04e (2006)          |                              |
| 10      | 74      | Zambie        | 05e (2004)          |                              |
| 11      | 76      | Botswana      | 03e (2003)          |                              |
| 12      | 80      | Cameroun      | Forfait             |                              |

| Poule A - Côte d'Ivoire - Maroc - Sénégal - Tunisie | Poule B - Cameroun - Kenya - Namibie - Ouganda | Poule C - Botswana - Madagascar - Zambie - Zimbabwe |

## Poule A
Les matchs se déroulent sous forme d'un tournoi organisé en Tunisie à Tunis en juin 2010.

### Tableau
|  | Demi-finales       | Demi-finales       |                        |    | Finale             | Finale             |
|  | Demi-finales       | Demi-finales       |                        |    | Finale             | Finale             |
|  |                    |                    |                        |    |                    |                    |
|  | le 15 juin à Tunis | le 15 juin à Tunis |                        |    | le 19 juin à Tunis | le 19 juin à Tunis |
|  | le 15 juin à Tunis | le 15 juin à Tunis |                        |    | le 19 juin à Tunis | le 19 juin à Tunis |
|  | Tunisie            | 12                 |                        |    | le 19 juin à Tunis | le 19 juin à Tunis |
|  | Tunisie            | 12                 |                        |    | le 19 juin à Tunis | le 19 juin à Tunis |
|  | Sénégal            | 11                 |                        |    | le 19 juin à Tunis | le 19 juin à Tunis |
|  | Sénégal            | 11                 | Maroc                  | 29 |                    |                    |
|  | le 15 juin à Tunis |                    | Maroc                  | 29 |                    |                    |
|  |                    | Tunisie            | 6                      |    |                    |                    |
|  | Maroc              | Tunisie            | 6                      | 60 |                    |                    |
|  | Maroc              |                    |                        | 60 |                    |                    |
|  | Côte d'Ivoire      | 3                  |                        |    |                    |                    |
|  | Côte d'Ivoire      | 3                  | Match pour la 3e place |    |                    |                    |
|  |                    |                    |                        |    |                    |                    |
|  | le 19 juin à Tunis |                    |                        |    |                    |                    |
|  |                    |                    |                        |    |                    |                    |
|  | Sénégal            | 21                 |                        |    |                    |                    |
|  | Sénégal            | 21                 |                        |    |                    |                    |
|  | Côte d'Ivoire      | 6                  |                        |    |                    |                    |
|  | Côte d'Ivoire      | 6                  |                        |    |                    |                    |

### Demi-finales
| 15 juin 2010 | Tunisie | 12 – 11 | Sénégal | Tunis |
| 15 juin 2010 |         |         |         | Tunis |
| 15 juin 2010 |         |         |         | Tunis |

| 15 juin 2010 | Maroc | 60 – 3 | Côte d'Ivoire | Tunis |
| 15 juin 2010 |       |        |               | Tunis |
| 15 juin 2010 |       |        |               | Tunis |

### Finale
| 19 juin 2010 | Maroc | 29 – 6 | Tunisie | Tunis |
| 19 juin 2010 |       |        |         | Tunis |
| 19 juin 2010 |       |        |         | Tunis |

## Poule B
Non disputé. 

## Poule C
Les matchs se déroulent sous forme d'un tournoi organisé au Zimbabwe à Bulawayo en juin et juillet 2010.

### Tableau
|  | Demi-finales            | Demi-finales          |                        |    | Finale                  | Finale                  |
|  | Demi-finales            | Demi-finales          |                        |    | Finale                  | Finale                  |
|  |                         |                       |                        |    |                         |                         |
|  | le 30 juin à Bulawayo   | le 30 juin à Bulawayo |                        |    | le 3 juillet à Bulawayo | le 3 juillet à Bulawayo |
|  | le 30 juin à Bulawayo   | le 30 juin à Bulawayo |                        |    | le 3 juillet à Bulawayo | le 3 juillet à Bulawayo |
|  | Zimbabwe                | 87                    |                        |    | le 3 juillet à Bulawayo | le 3 juillet à Bulawayo |
|  | Zimbabwe                | 87                    |                        |    | le 3 juillet à Bulawayo | le 3 juillet à Bulawayo |
|  | Botswana                | 10                    |                        |    | le 3 juillet à Bulawayo | le 3 juillet à Bulawayo |
|  | Botswana                | 10                    | Zimbabwe               | 28 |                         |                         |
|  | le 30 juin à Bulawayo   |                       | Zimbabwe               | 28 |                         |                         |
|  |                         | Madagascar            | 22                     |    |                         |                         |
|  | Madagascar              | Madagascar            | 22                     | 36 |                         |                         |
|  | Madagascar              |                       |                        | 36 |                         |                         |
|  | Zambie                  | 18                    |                        |    |                         |                         |
|  | Zambie                  | 18                    | Match pour la 3e place |    |                         |                         |
|  |                         |                       |                        |    |                         |                         |
|  | le 3 juillet à Bulawayo |                       |                        |    |                         |                         |
|  |                         |                       |                        |    |                         |                         |
|  | Zambie                  | 27                    |                        |    |                         |                         |
|  | Zambie                  | 27                    |                        |    |                         |                         |
|  | Botswana                | 14                    |                        |    |                         |                         |
|  | Botswana                | 14                    |                        |    |                         |                         |

### Demi-finales
| 30 juin 2010 | Zimbabwe | 87 – 10 | Botswana | Bulawayo |
| 30 juin 2010 |          |         |          | Bulawayo |
| 30 juin 2010 |          |         |          | Bulawayo |

| 30 juin 2010 | Madagascar | 36 – 18 | Zambie | Bulawayo |
| 30 juin 2010 |            |         |        | Bulawayo |
| 30 juin 2010 |            |         |        | Bulawayo |

### Finale
| 3 juillet 2010 | Zimbabwe | 28 – 22 | Madagascar | Bulawayo |
| 3 juillet 2010 |          |         |            | Bulawayo |
| 3 juillet 2010 |          |         |            | Bulawayo |